# Regna
|  | No s'ha de confondre amb Regne. |

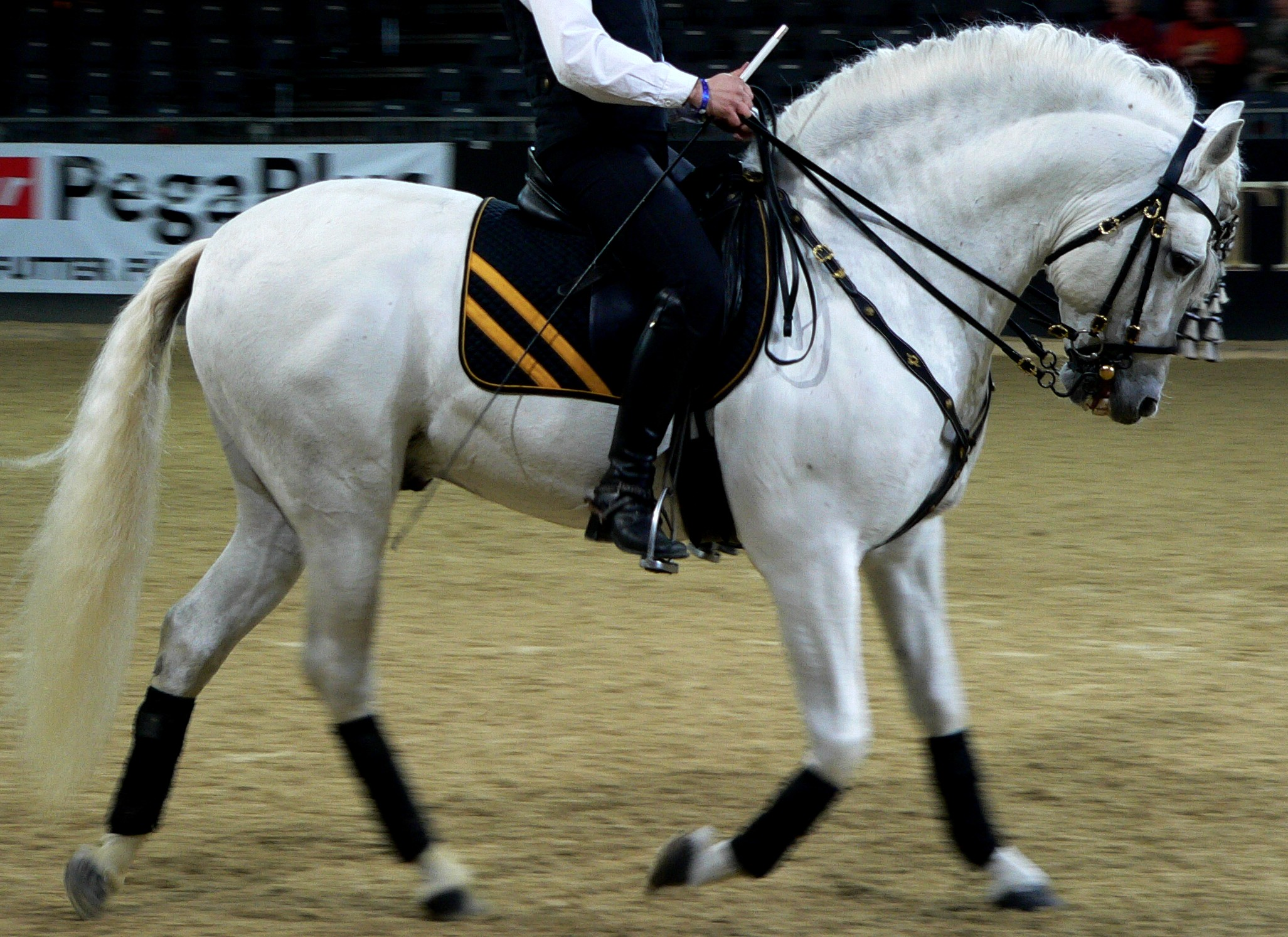
Les regnes s'utilitzen per frenar i dirigir l'animal

Una regna sovint anomenada en plural regnes, és la corretja que el genet, subjecta i maneja. S'utilitza habitualment en plural per a designar les corretges que serveixen a governar les guies en els tirs de mules o cavalls o els animals de sella. Les regnes són unes corretges de cuir que estan subjectes al mos a banda i banda de la boca del cavall i que van una per cada costat del coll fins a les mans del genet. Es diu falses regnes de les corretges semblants a les regnes de la brida que per un dels seus extrems s'asseguren en les cintes de la sella i es passen per l'altre per l'anella a cada costat de la cabeçada per tal de recollir i mantenir el cap del cavall que resisteix a doblegar el coll d'un costat o l'altre.
Hi ha regnes de filet, regnes de mos, regnes dobles (quan s'utilitza filet i mos al mateix temps), regnes curtes (les de muntar), regnes llargues (les de tir o ensinistrament).

## Emprades per a ensenyar

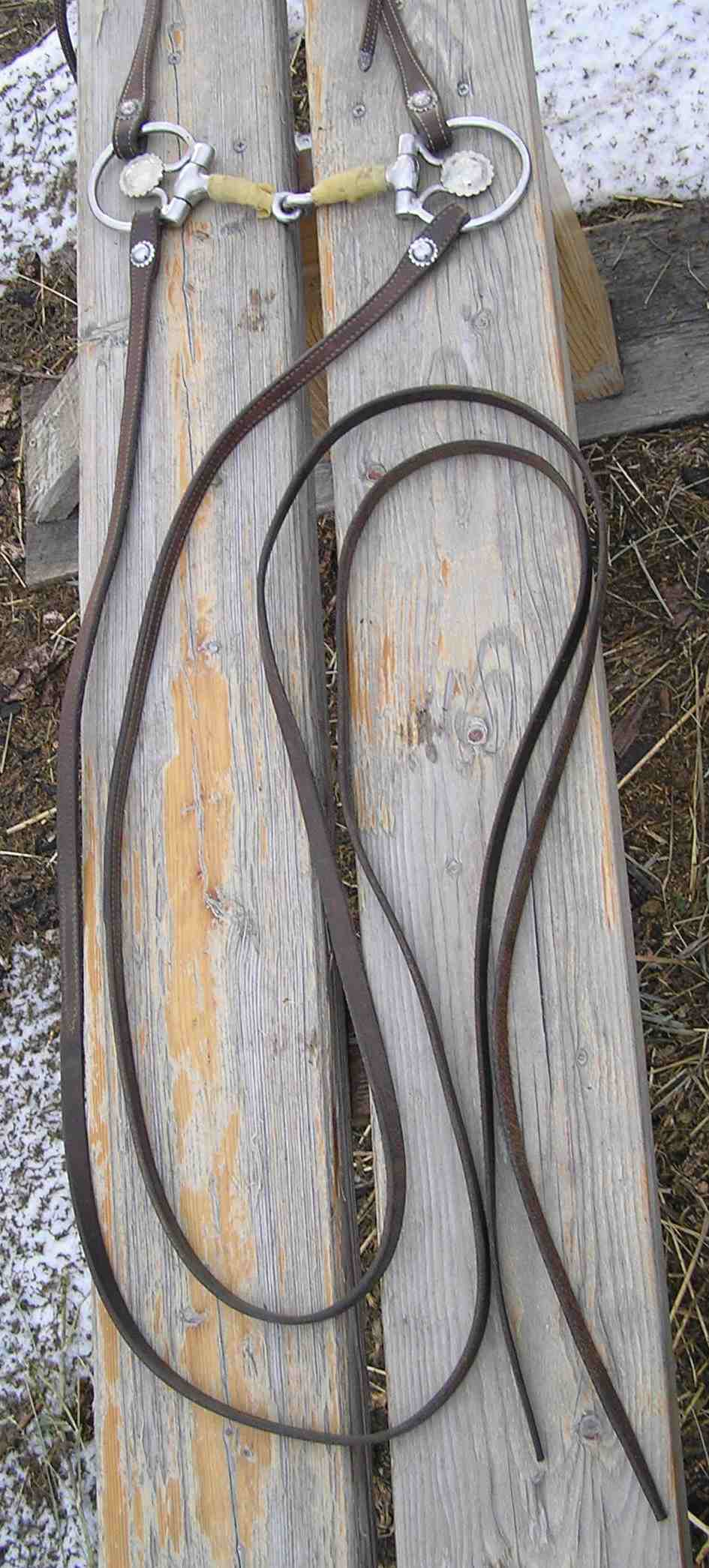
Regnes lligades a l'estil de l'oest

Hi ha un tipus de regnes correctores que s'utilitzen per a corregir la posició del cap del cavall, quan sigui necessari per al genet. Aquestes regnes es fabriquen amb una corda, de qualsevol tipus, semblant a una corda d'escalada. Aquesta se situa segons el que es vulgui corregir.
Per a fer que el cap de l'animal pugi, se situa en les anelles habituals, amb la diferència que hom posa la regna cap a la meitat del clatell, després es passen els extrems per les anelles del filet i d'aquí a les mans del genet. Aquestes regnes tenen un efecte dinàmic, i s'usen en el moment en què el cavall està en moviment, amb cura, evitant que la corda rellisqui pel coll de l'animal. Si el que es vol, per contra, és baixar-la, aquesta corda se situa de la mateixa forma, però aquesta vegada sobre les espatlles del cavall per sobre del coll. En canvi, si el que es vol és ajuntar el cap amb el coll, la part superior s'ha de col·locar a la part central del coll de l'animal.

## Emprades per muntar

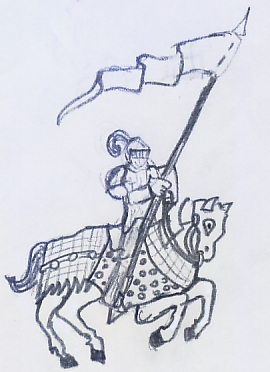
Des de temps dels egipcis, fins a l'actualitat, s'han utilitzat les regnes per muntar els cavalls. En la il·lustració, es poden apreciar, unes regnes en el cavall que porta a lloms un cavaller medieval

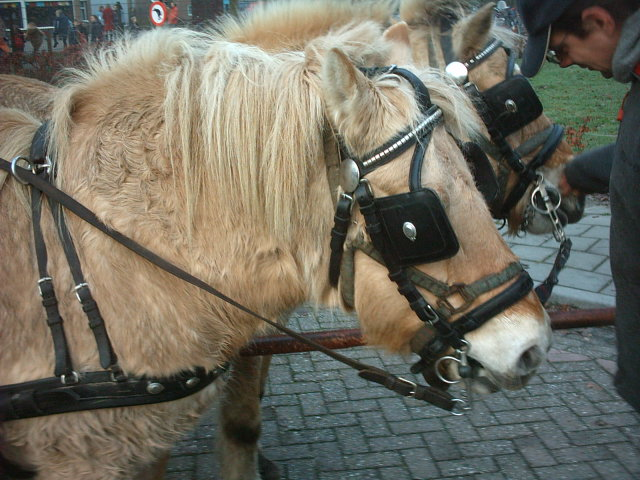
Cavall amb regnes

Les regna són usades per comunicar-se al cavall o un altre animal d'equitació. Amb les regna es pot doblar el coll i animar a donar volta, o moure cap enrere i demanar una velocitat lenta o elevada. Però un genet també ha d'usar senyals de cama i el pes del cos. Quan un genet esprem la cama, el cavall respon per allunyant de la pressió. Les regna poden ser usades per advertir al cavall que el genet està a punt de girar. Els costats de la boca d'un cavall són sensibles, llavors estirant les regnes tira del mossegador, que llavors gira el cap del cavall a un costat.
Les regnes també són usades per a aturar un cavall. Aplicant la pressió a les regna en un retrocés i establint contra el moviment del cavall per una temporada, el genet pot aturar un cavall completament o fer que el cavall vagi cap enrere.

## Regnes d'arnès
Sobre alguns tipus d'arnesos es poden recolzar anells per portar les regna sobre el cul de l'animal. Quan els parells de cavalls són usats en el transport d'un carro o d'un cotxe és habitual que cada costat extern de cada parell de cavalls estigui unit a les regna i per a unir per l'interior de les anelles una corretja d'escurçament. El conductor porta el cotxe en forma de "quatre en mà" o "sis en mà" amb el número de regna el que s'uneix als parells.